# 荒居英次
荒居 英次（あらい えいじ、1927年9月6日 - 1981年1月10日）は、日本の日本史学者。
東京市芝区（現港区）出身。1951年日本大学文学部史学科卒、1958年同大学院文学研究科博士課程修了。1968年「近世日本漁村史の研究」で日本大学より文学博士の学位を取得。1961年日本大学文理学部講師、1964年助教授。1970年渡欧して近世海産物輸出に関する史料の収集などにあたる。1972年日大教授。1965年漁業経済学会賞、1977年「近世海産物貿易史の研究」で日本学士院賞受賞。近世漁業史専攻。

## 著書
- 『近世日本漁村史の研究』新生社 1963
- 『幕藩制社会の展開過程』新生社 1965
- 『近世の漁村』吉川弘文館 日本歴史叢書 1970
- 『近世海産物貿易史の研究 中国向け輸出貿易と海産物』吉川弘文館 1975
- 『近世海産物経済史の研究』荒居英次先生遺著刊行会編 名著出版 1988

### 編共著
- 『近世の古文書 その解読と利用法』編 小宮山出版 1969
- 『日本近世史研究入門』編 小宮山出版 1974
- 『古文書用字用語大辞典』飯倉晴武、太田順三、佐々木克、高橋正彦、広瀬順晧、福田アジオ共編 柏書房 1980
- 『日本史の諸問題』編 文化書房博文社 1980
- 『古文書用語辞典』飯倉晴武、太田順三、佐々木克、高橋正彦、広瀬順皓、福田アジオ共編 柏書房 1983

## 論文
- <荒居英次